# Montecalvo Versiggia

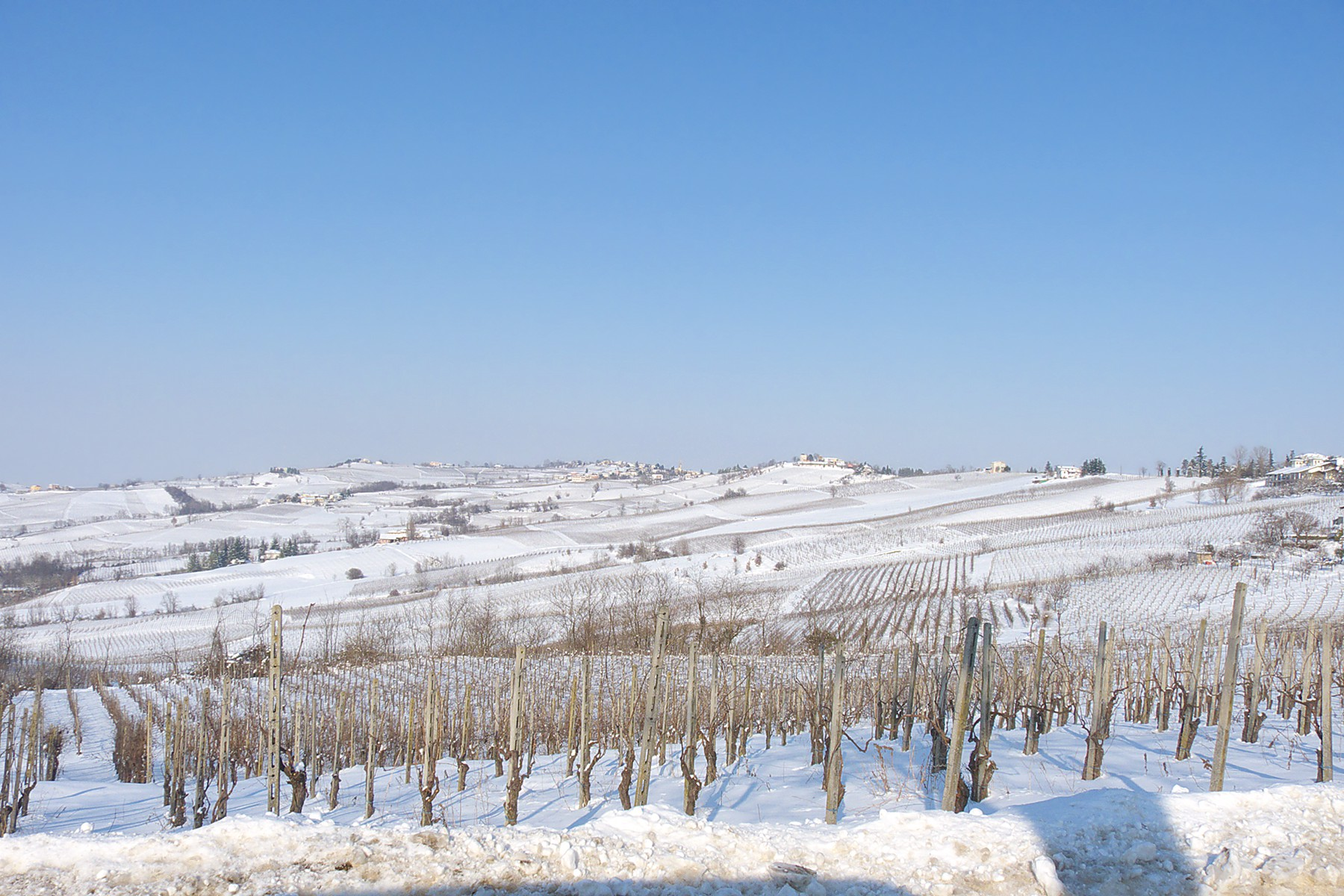
Sannazzaro, da Casella

Montecalvo Versiggia é uma comuna italiana da região da Lombardia, província de Pavia, com cerca de 554 habitantes. Estende-se por uma área de 11 km², tendo uma densidade populacional de 50 hab/km². Faz fronteira com Canevino, Golferenzo, Lirio, Montalto Pavese, Rocca de' Giorgi, Santa Maria della Versa, Volpara.

## Demografia
| Variação demográfica do município entre 1861 e 2011                               |
|                                                                                   |
| Fonte: Istituto Nazionale di Statistica (ISTAT) - Elaboração gráfica da Wikipedia |